# Eginia ocypterata
Eginia ocypterata är en tvåvingeart som först beskrevs av Johann Wilhelm Meigen 1826.  Eginia ocypterata ingår i släktet Eginia och familjen husflugor. Arten är reproducerande i Sverige. Inga underarter finns listade i Catalogue of Life.